# 悪魔のリドル
『悪魔のリドル』（あくまのリドル）は、原作：高河ゆん、作画：南方純による漫画作品。KADOKAWA 角川書店の『月刊ニュータイプ』2012年9月号より2016年11月号まで連載された。ディオメディアによるテレビアニメ版が2014年4月より6月まで放送された。
リドル（Riddle）とは英語でなぞなぞのことであり、タイトルロゴには"riddle story of devil"（リドル・ストーリー・オブ・デビル）という英語名が書かれている。

## あらすじ
ミョウジョウ学園に存在する、特別な時期にしか開講されないクラス・10年黒組。そこに、1人の女子高生を暗殺するべく12人の女子高生が刺客として集められた。10年黒組へ編入した一人の暗殺者・東兎角は、暗殺対象とうかがえる一人の女子高生・一ノ瀬晴に心を惹かれ、暗殺者として編入してきたのにも関わらず守護者として彼女を守り、暗殺者11人と対峙する決意を固める。一人一人の暗殺者と対峙していく毎に”一ノ瀬晴”に自分にない”何か”に心を惹かれていった。そして、その過程の中で”東兎角”の過去や”一ノ瀬晴”の一族についても触れられていく…。

## 登場人物
声はテレビアニメ版の声優。演は朗読劇版（なお、朗読劇では性別が男女逆転している）のキャスト。左から初回、2回目、3回目。

### 10年黒組生徒
東 兎角（あずま とかく）
声 - 諏訪彩花 / 演 - 島﨑信長、江口拓也、木村良平
本作の主人公。出席番号1番。15歳。学校を装った暗殺者養成組織「私立17学園」から「ミョウジョウ学園」10年黒組に送り込まれた暗殺者。
青色のショートカットが特徴の、冷ややかな顔立ちをした少女。半袖のシャツに青色のネクタイとスカートを着用している。
常に無表情で他者との馴れ合いを好まない性格。臭いに敏感で、悪意や殺気などの「嫌な臭い」を鋭く感じ取れる。
黒組にはカイバの命令によって参加しているだけであり、希望する暗殺報酬は無し。暗殺対象の晴と寮で同室となり、交流をするうちに彼女に惹かれていく。そして晴の唯一の守護者として、11人の暗殺者と戦う決意をする。
暗殺者の名家「東のアズマ」の本家の跡取りとして生まれる。「兎角」という名前は「ありえないもの」という意味で、一族の頭領である祖母によってつけられた。
幼いころから暗殺の技術をたたき込まれてきており、得物であるナイフは投擲術で17学園の生徒を戦慄させる腕前であり、戦闘技能も優れている。しかし、実際に殺人を経験したことはなく、幼い頃のある出来事が原因で殺害直前になると手が震えてしまうという暗殺者として致命的な欠点がある。
出席番号が1番という理由で仮の寮長に任じられていたが、香子がクラスの長になりたがった際に、早々とその役割をおしつけた。
終盤では、晴を守りたいという思いが彼女の女王蜂能力に操られたことが原因ではないかと疑問に思い、自分の意志だと証明するため、あえて晴の暗殺を決意、同時に晴を暗殺しようとしていた鳰を倒したあと、晴を殺害しようとする。
原作では晴の胸を拳銃で撃つが、晴がいない未来を想像することができず、絶望して自殺を図ろうとする。しかし晴の説得により自殺を思いとどまり、晴を病院に運んだ後は勝者の報酬として「晴を自分のものにする（同時に自分も晴のものになる）」ことを百合に要求。17学園に帰還後、カイバ先生からミョウジョウ学園の卒業証書と「期限なしの宿題」を受け取って、以後は晴と暮らすことになった。
アニメ版では晴の心臓にナイフを突き立て、晴を守りたい思いは本心だと確信したが、深手を負った晴を抱きしめながら初めて涙を流した。幸いにも、晴は一命を取り留めており、晴の卒業式の後は以前と同じように、仲睦まじく歩く姿が描かれている。
単行本1巻末のキャラクター設定によると、身長は160センチくらい。胸のサイズはBカップくらい。好きな食べ物はカレーで「完全食」と主張している。
一ノ瀬 晴（いちのせ はる）
声 - 金元寿子 / 演 - 岡本信彦、代永翼、柿原徹也
本作のもう一人の主人公。出席番号13番。15歳。黒組の暗殺対象であり、ほかの生徒の出席番号が五十音順なのにもかかわらず、一番後ろの出席番号を割り振られている。一人称は「晴」。
赤茶色でツインテールのようなくせ毛の髪型が特徴の少女。半袖のYシャツに黄色のベストを身につけ、紺色のスカートを着用している。
明るく天真爛漫な性格。クラスメイト達から命を狙われていることを知った上で、それでも笑顔を絶やすことなく仲よくしようと接する、芯の強い心の持ち主。
プライマー一族の末端の家庭に生まれ、本人の思うがまま、あるいは無意識のうちに人を引きつけ操ることのできるカリスマ性を持っている。それゆえに、自身が生きていては困る人間がおり、生まれた頃から命を狙われているため、身体に傷痕が多数残っている。その過程で母親や兄弟は死去しており、「自分を守るために死んだ」と兎角に伝えている。またそれ故「晴は笑うために生まれてきた」「晴は泣いたりしない」と自分に言い聞かせており、兎角からは「呪い」と称されている。
前述の経緯から荒ごとには慣れており、特別な戦闘技術はないが、身体能力は高く、機転も非常に利く。また毒や睡眠薬などの薬物に対しても耐性がある。
ミョウジョウ学園の理事長である百合とは同じ一族で親戚筋にあたるが、面識はない。
原作終盤では自らの女王蜂能力を否定し、自分を殺すことでしか納得できない兎角を笑顔で受け入れ、胸を拳銃で撃たれる。その後自殺しようとする兎角に対し、涙を流しながら自らの全てをかけて「兎角を自分のものにする」ために言葉を繰り出し、踏みとどまらせる。直後に意識を失うが、重要な臓器を傷つけていなかったためミョウジョウ学園の医療技術で一命をとりとめた（百合は強運としているが、鳰は兎角が銃下手だからとしている）。回復後は黒組でただ一人卒業式を迎え、兎角と仕事をしながら暮らしている。
アニメ版では、テストでクラス内一位をとっている（本来一位であった香子が結果発表前に脱落したためであり、実際は二位）。女王蜂能力について知らされたときは半信半疑だったが、最終回で兎角が自らを殺そうとしたことで、兎角と自分の家族が本心から自分を守ろうとしていたことを確信。その上で死を拒絶し、生きるために兎角をナイフで殺そうとして逆に胸を刺され、意識を失う。しかし肋骨にチタンが入っていたことで心臓に刃がいたらず一命を取り留め、黒組でただひとり卒業式を迎える。その後、退学した黒組のクラスメイト達に卒業証書を渡すため、兎角とともに学園をあとにする。
単行本1巻末のキャラクター設定によると、身長は160センチくらい。胸のサイズはCカップくらい。誕生日は1月1日。
走り 鳰（はしり にお）
声 - 南條愛乃 / 演 - 野島健児、吉野裕行（2回目以降）
出席番号10番。黒組には開講初日より参加している一人であり、暗殺者。一人称は「ウチ」。
ボリュームのある金髪のミディアムヘアとアホ毛が特徴の小柄な少女。半袖のブレザーに、赤いリボンとスカートを着用している。また、長袖のシャツと黒いストッキングツを着用しており、人前では素肌をさらさない。
語尾に「〜っス」とつけて話し、ノリが軽く人懐っこい性格。その一方で、不気味な笑顔を浮かべるなど邪悪な一面があり、兎角からは「腐った海の臭いがする」と評されている。他の黒組生徒からも信用されておらず、馴れ馴れしい態度や言動で疎まれることが多い。暗殺を煽るような言動も多く、伊介や春紀の怒りを買っている。
黒組唯一のミョウジョウ学園出身であり、晴の暗殺を取りしきる「裁定者」の任を学園側から与えられており、「裏オリエンテーション」と称して生徒へ暗殺のルール説明、予告票の配布、黒組主催者である百合への状況報告を行っている。
天涯孤独の身らしく、ミョウジョウ学園の理事長である百合に拾われた過去がある。彼女には心酔しており、非常に忠実。
原作版において、幼少期の鳰と百合との生活が描かれており、黒組開始前に葛葉の名を隠すと同時に百合の走狗となる意味を込めて「走り」と名字を改めている。
正体は呪術師を輩出してきた「西の葛葉」の一員。体には呪力を高めるための鳳凰のタトゥーが彫られており、普段素肌を隠しているのはこのため。原作においては、百合の力になりたいがために刺青を施すことを望んだとされている。
終盤にて、苦悩する晴を気遣う素振りをみせる。その目的は呪術の力で晴に自分を兎角と錯覚させ、晴を殺害することであり、晴をミョウジョウ学園の地下の「墓所」に案内して計画を実行しようとする。しかし、兎角の乱入によって彼女と交戦になり、力及ばずにナイフで刺されて敗北。最終回では新しく11年黒組のオリエンテーションを行っている。
アニメ版では、授業中ほとんど居眠りしており、テストでは犬飼伊介に次いで下から二番目（ただし伊介は白紙で提出していたため、真面目に受けた生徒のなかでは実質最下位）。兎角が晴を刺す場面を目のあたりにし、泣き崩れる兎角をあざ笑いながら力尽きるも一命は取り留めており、晴の卒業式の日に白い花を手向けた。
公式ガイドブックのキャラクター設定によると、身長は152センチ。胸のサイズはDカップ。好きな食べ物はメロンパン。
犬飼 伊介（いぬかい いすけ）
声 - 浅倉杏美 / 演 - 浪川大輔（初回、3回目）、諏訪部順一
出席番号2番。黒組に開講初日より参加している生徒の一人であり、暗殺者。一人称は「伊介」「あたし」。原作では語尾にハートマークをつけて話す。
ヘソ出しで露出度の高い服を着た妖艶な美少女。ピンク色のロングヘアーで、サイドの髪を縦ロールにしている。
好戦的な性格で、素手による暗殺を好む。他、ナックルダスターナイフと、2連発の小型拳銃を使用していた。
やる気のなさそうな発言が多いが、暗殺者としての修羅場は潜ってきている。また、「邪魔な相手はさっさと殺してしまえばいい」と考える残忍な性格でもある。
幼少の頃、実母にネグレクトされて弟が死亡し、自分も死にかけていたが、隣室の住人だった犬飼恵介がその母親を殺害したことで救われ、彼の養女となって暗殺稼業に関わるようになったという過去をもつ。「伊介」という名前はその際に恵介から与えられたもので、男のような名前ではあるが本人は格好いいと気に入っている。
恵介のことは「ママ」と呼んで慕い（恵介のパートナーであり「パパ」と呼ぶ男性もいる）、それらの家族を大切に想っている。そのため、望む暗殺報酬は「両親に別荘を建てるための金」。
恵介ら家族を大切にしている一方、家族以外の人間に対しては冷徹な人物ではあるが、同室の春紀のみには暗殺に向かう際には寂しげな表情を浮かべたり、彼女にマニキュアをあげようと思うなど、他の黒組生徒とは違う感情を抱いているような描写があり、最終的には恋人関係となった。
暗殺対象が晴と目星をつけると開講より二日目の放課後、「裏オリエンテーション」より前に晴を殺害しようとするが、晴を救出にきた兎角に撃退される。しかし、兎角が殺人の経験がない「暗殺処女」で人を殺すことができないことを知る。
首藤涼が黒組から去った後、真夜と手を組み兎角と交戦。兎角の人を殺せない弱点を突いて戦闘を優位に進め、彼女を殺害寸前まで追いつめるが、弱点を克服した兎角に敗北し脱落した。敗北後、純恋子に「慰め」を意味するアイスランポピーの花を置かれ、鳰により机の上には「母への愛」を意味する赤いカーネーションが飾られていた。
原作・アニメともに最終話では、恵介や「パパ」とともにビーチを満喫していた。
公式ガイドブックのキャラクター設定によると、身長は160センチ＋ヒール10センチ。胸のサイズは「最大」とのこと。ソーシャルゲームに載っているメモによると、偏差値45の学校出身とのことで年齢は19歳（首藤涼を除けば黒組最年長）。授業中は堂々と寝ていることが多く、アニメ版ではテストでも名前を書いただけで提出し、クラス最下位になっている。
番場 真昼（ばんば まひる） / 番場 真夜（ばんば しんや）
声 - 大坪由佳 / 演 - 神谷浩史（初回、3回目）、中村悠一
出席番号12番。黒組には開講初日より参加している生徒の一人で、暗殺者。左目付近に縦に走った傷痕がある。
銀色ないし白色の髪をポニーテールにした少女。セーラー服を着ており、右足に黒いニーソックス、左足には短めの白い靴下を着用している。寮では、和服を着ている。
二重人格者であり、昼は大人しい「真昼」、夜は凶暴な「真夜」に入れ替わる。また、互いの人格は会話ができる。
「真昼」は気弱な性格で、ぎこちない敬語を使い小声で話す。裁縫が得意。また、真夜にダイエットを強いられており、そのために純恋子の食事やお茶会の誘いを断る羽目に陥っている。
一方「真夜」は一人称が「オレ」で、男のような荒々しい口調で話す。テンションが高く独特なノリで、真昼とは対称的に社交的な性格であり、ターゲットの晴とも気さくに会話をし、「真夜ちゃん」と呼ばれている。真昼のことを大切に想っており、彼女の望んでいることを代行している。また、殺人も真昼の望みを受けて真夜が行っている。武器は、巨大な工事用ハンマー。ラバー・ダックがお気に入りで、入浴時には大量に湯船に入れている。
望んでいる暗殺報酬はなく、晴の殺害それ自体を目的としている。
幼少時にある男に監禁され、衰弱し怯える姿の写真を撮られ続ける虐待を受け、その恐怖から別人格である「真夜」が誕生し、その男を殺害。殺人の罪悪感から逃れるために、誘拐犯を殺したナイフを「聖遺物」として所持するようになり、以降は聖遺物を集めるために殺人を犯すようになる。顔の傷は、誘拐犯を殺害した際にできたもの。
朗読劇版では、母親によって地下室に半年もの間監禁され、そのときに裏の人格である「真夜」が生まれたという過去が語られていた。
伊介と手を組み晴を襲うも、視聴覚室に逃げ込んだ晴を追いつめたところで、裏切った伊介に映写機で強い光を浴びせられ、幼少時のトラウマがフラッシュバックして錯乱（アニメ版では錯乱中に伊介に蹴り倒されて気絶）し、脱落。その身柄は彼女に好意を抱いている純恋子にもらい受けられる。伊介同様、敗北後は純恋子にアイスランドポピーの花を置かれ、机の上には「固い絆」を示すアサガオ（アニメ版では「妖艶」を意味するユウガオと、「絆」を意味するヒルガオ）が飾られていた。
原作では最終的には真昼・真夜ともに純恋子のメイドとなる姿が、アニメ最終話の後日譚では「ひとりでも大丈夫」と真夜に話しかける真昼の姿が描かれていた。
公式ガイドブックによると、身長は158センチ。胸のサイズはBカップ。また、初期設定ラフでは顔の傷は真夜がつけたものであるという旨の記載が存在している。
寒河江 春紀（さがえ はるき）
声 - 内村史子
出席番号6番。黒組開講初日の放課後に寮に現れた生徒で、暗殺者の一人。ポッキーをよく口にしている。
赤い癖っ毛の髪をポニーテールにした少女。着崩した制服を着ている。スカートは赤色。オシャレ好きで、ヘアピンなどのアクセサリーを多く身につけている。
明るくサバサバした気さくな性格で、孤高な兎角や伊介に対しても好意的に接している。ただ、春紀の家族の話をもちだした鳰には不機嫌になるなど、家族について干渉されることには嫌悪感をみせている。
伊介と同室であり、彼女の要求で「伊介さま」と呼んでいるが、畏れや敬意はない。
晴のことは暗殺対象とわかっていても、自分の境遇と重ねあわせているため、若干の同情を覚えている。また、兎角が晴に惹かれていることを感づいている。
貧しい家の長女で、多くの弟妹と病気の母親がおり、家族を養っていくために暗殺稼業に手を染めている。
兎角に身体能力は高いと評されており、右手首のシュシュに仕込んだワイヤーを主武器とし、ガントレットを装備してのパンチ・キック主体の格闘技も交えた接近戦が得意。
望んでいる暗殺報酬は、「家族が一生困らずに生きていける金」。しかし、心の奥底には、すべてから解放されて自由になるという密かな願望もある。
三番目に予告票を提出し、夜の体育館にて晴を暗殺しようとしたところ、駆けつけた兎角と交戦するも圧倒され、照明装置崩落の罠を作動させて自分もろとも兎角と晴を圧死させようとしたが、失敗に終わる。重傷を負ったが一命は取り留め、敗北を認めて黒組から去る。脱落後の彼女の机には、「家族の愛」を意味するバーベナの花が飾られている。
最終話の後日譚では、暗殺稼業から抜けて建設現場で働いており、原作では伊介と恋人になったことが、アニメ版では大検をめざしている姿が描かれている。
弟たちからは「はーちゃん」と呼ばれている。
公式ガイドブックの設定資料によると身長は167センチ、胸のサイズはBカップ。
生田目 千足（なまため ちたる）
声 - 三澤紗千香
出席番号9番。黒組開講初日の放課後に転入してきた女生徒。
オールバックにした紅色の髪が特徴。長身で男装の麗人然とした中性的な少女。白いシャツに黒い上着を身につけ、長ズボンを履いている。
桐ヶ谷柩と同室で、学園内の道に迷っていた彼女と出会い、その身を案じて、以降「桐ヶ谷が迷わないため」という理由でいつも手をつないでいる。
レイピアを武器とする剣士であり、自身の信じる正義に適った依頼のみ受けつける、悪人退治専門の暗殺者。黒組参加の目的は、恩師の娘を殺害した「エンゼルトランペット」と呼ばれる暗殺者を探して討つことであり、晴を暗殺する意思はない。
その凛々しい容貌や立ち居振る舞いから、学園祭での演劇『ロミオとジュリエット』では主役のロミオ役に起用される。
しえな脱落後にエンゼルトランペットの正体が柩と気づき、仇討ちの正義と彼女への愛情との間に苦しみ、最終的には学園祭の舞台上で柩をナイフで刺すが、彼女への想いから後を追う。
アニメ版では、しえなが毒によって重症を負った時間帯に兎角と晴が体育館に行くのを目撃したことから、晴が「エンゼルトランペット」であると誤解し、討ち果たすために守護者である兎角と対決。しかし、その最中に柩から「自分こそがエンゼルトランペット」であると告白を受ける。その後、舞台上で彼女に短刀を突きつけるが、柩への想いから手を動かせずにいたところ、柩がその短刀を取って自身を刺し、茫然としたところを鳰より柩の願いを告げられ彼女を追うように毒を呷る。
脱落後は入院（アニメ版では転校）したとされており、机には「愛情」を意味する赤いバラが飾られていた。
最終話の後日譚で一命を取り留めたことが判明し、アニメ版では柩に対する想いに迷いながらも、彼女に手を差し伸べる姿が描かれていた。
公式ガイドブックによると、身長は171センチ。胸のサイズはFカップ。
桐ヶ谷 柩（きりがや ひつぎ）
声 - 内田愛美
出席番号4番。千足とともに、黒組開講初日の放課後に寮へやってきた生徒。一人称は「ぼく」。身長は152センチ。
水色の髪をツーサイドアップにした小柄な少女で、クマのぬいぐるみを持ち歩いており、初対面の際は千足や兎角から小学生と間違えられていた。
方向音痴であり、ミョウジョウ学園に向かう途中で道に迷っていた際千足に助けられ、それ以降は彼女を強く慕っている。優しく繊細な千足の本質を見抜いており、その女性的美点を褒め称えては千足を赤面させている。
前述の可憐な容姿から、学園祭での黒組演劇『ロミオとジュリエット』では、ヒロインのジュリエット役を担当した。
その正体は、毒殺を専門とする暗殺組織「ダチュラ」のエースである暗殺者「エンゼルトランペット」であり、千足の探していた仇でもある。 望む暗殺報酬は無く、「所属組織に任せる」としている。
学園祭の準備の最中、しえなが千足に憧れる素振りを見せたことから彼女に嫉妬し、予告票を提出する直前のしえなを襲撃して倒す。その物音を聞きつけて現れた兎角と晴に予告票を提出。学園祭当日、千足に問いつめられたことで自身がエンゼルトランペットと認め、その上で千足に本物と偽物の短刀を手渡して自分を許せるのなら偽物の、許せないなら本物の短刀を劇の心中シーンで使うように告げる。結果、千足は本物の短刀で柩を刺し、彼女の選択を受け入れて倒れた。
アニメ版ではしえなとの確執は描かれておらず、上記の劇中を利用して暗殺実行をするための罠を仕込むために夜の楽屋に忍び込んでいたところをしえなと遭遇し、計画の邪魔になった彼女を倒したことになっている。学園祭当日、罠を兎角に見破られて計画が失敗に終わると、千足に自身が「エンゼルトランペット」であることを告白する。使命と柩への想いから仇討ちを躊躇う彼女の手を取って、自らの胸を短刀で貫かせて微笑みながら倒れる。その直後、柩の願いは「千足との平穏な暮らし」だったことが鳰から告げられた。
脱落後、表向きはしえな、千足と同時に入院（アニメ版では転校）したとされ、机には「無邪気」を意味する白い薔薇が飾られていた。
後日譚にて生存していたことが判明し、千足と和解している姿が描かれている。
ソーシャルゲーム『悪魔のリドルAK』のキャラクタープロフィールによると、胸のサイズはAカップ。公式ガイドブックの初期設定では「まったいら」とされている。
剣持 しえな（けんもち しえな）
声 - 山田悠希
出席番号5番。開講二日目の授業より黒組に参加した生徒のひとり。一人称は「ボク」。
三つ編みのおさげをしたボサボサ髪が特徴で、眼鏡をかけている少女。ブレザーの制服を着ている。
まじめな性格であり、いじめなどを忌み嫌っている。舞台好きで演出にうるさく、学園祭の演劇では監督として熱心に演技指導を行っていた。
学園祭の準備をする傍らで、千足と柩の暗殺者としての技量を分析するなど、如才ないようにみえるが、柩の技量に関しては正しく見極めることができず（携行武器無しと分析したが実際には誤りだった）、また眼鏡を予備も含めすべて紛失する（この一件は同室の乙哉が故意に行った可能性もある）などドジな一面をもつ。また、演劇の練習を通じて千足の清廉さに惹かれて密かに慕っていた。
かつては学校で酷いいじめを受けており、その悩みを相談していたネット上の友人から、いじめられっ子同士で相互に復讐殺人を行う組織「集団下校」を紹介され、そこに所属している。「集団下校」への帰属意識は非常に強く、望んでいる暗殺報酬は「組織で決める」としている。
学園祭の前日に晴の台本を盗みだし、夜の楽屋で予告票を入れようとしたところ柩と遭遇。千足に憧憬の念を抱いていたことや、彼女が千足につけいっていると非難したことで柩の怒りを買い、毒針銃で撃たれて昏倒する。翌日、毒で重症となって入院することとなり、黒組から脱落した。脱落後の彼女の机には「復讐」を意味するアザミの花が飾られていた。
アニメ版では、黒組参加の理由・成功報酬や千足への憧憬については語られず、柩に倒された理由は彼女の晴暗殺の計画の邪魔になったためとされている。
最終話の後日譚では、「このままじゃ終われない」とネットカフェからミョウジョウ学園のサーバーにハッキングをかけ、黒組の真意を探ろうと奮起していた。また、原作最終巻で脱獄してきた乙哉と再会するワンカットが描かれている。
公式ガイドブック掲載の初期設定によると、胸のサイズはBカップ。
なお、黒組の中で唯一エンディングテーマが流れなかったキャラクターである。
武智 乙哉（たけち おとや）
声 - 沼倉愛美
出席番号8番。開講二日目の授業より、黒組に参加した生徒。身長は165センチ。
紫色の近い黒髪のポニーテールが特徴の少女。縦模様の制服に赤いネクタイを身に着ている。黒いストッキングを履いている。
快活な性格で、晴のことを「晴っち」と呼んで友達になりたがる素振りをみせる一方、しえなのおさげを切りたがったり、真昼が持っていた晴の手製ストラップを取り上げようとするなど、若干のいじめっ子気質。
その正体は「21世紀の切り裂きジャック」と称される「シリアルキラー」で、美しい女性ばかりをターゲットにし殺人行為を繰り返している。刑事に追われ、黒組には半ば逃げ込むように参加しているため、希望する暗殺報酬は「一生安心して殺人を続けられるシリアルキラー保険」。
殺人にはハサミを用い、被害者を少しずつ切り刻んで殺害することで性的快楽を得ている。また、生け花が得意。
黒組生徒の中で最初に予告票を提出。植物園にて晴を呼びだして殺害しようと試みるも、兎角に妨害され交戦するが、晴に麻酔作用のある毒花を嗅がされて昏倒。そのまま時間切れとなり、目覚めた後に鳰より黒組退学を告知された。
退学後は、彼女の机の上に「人生の楽しみ」を意味するヤマユリが飾られていた。
アニメ版では、冷静かつ狡猾な側面が強調されており、謀略を用いて晴の拉致を行う独自展開があるほか、武器として刃が分離可能な巨大なハサミを利用して兎角を殺害寸前まで追いつめている。脱落後は、刑務所に収監されることになる。
アニメ版第10話にて晴に対する執着心から脱獄。金星寮に忍び込んで晴の命を狙おうとしたところを純恋子に拘束され、彼女が主催するお茶会に強制参加させられる。兎角と純恋子の交戦中に、自力で拘束をとき、純恋子の左腕を負傷させるも返り討ちに遭い、さらに鳰にみつかって再度の退場となり、ふたたび刑務所に収監された。
最終話の後日譚では、何年かあとの仮釈放の日を夢みて、大人しく雑役に勤しむ姿が描かれていたが、原作最終巻で脱獄してしえなと再会するワンカットが描かれている。
公式ガイドブック掲載の初期設定によると、胸のサイズはDカップ。
首藤 涼（しゅとう すず）
声 - 安済知佳
出席番号7番。開講二日目の授業から、黒組に参加した生徒。一人称は「ワシ」または「涼」。身長は155センチ。
髪をショートカットにし、達観した老人のような口調をする少女。黒色を基調とした制服を着ている。ネクタイとスカートはピンク色。
同室の香子を黒組参加初日より気に入っており、暗殺者に不向きな彼女のことを常に気にかけている。香子脱落後は、彼女から委員長・寮長の跡を継いでいる。香子の髪を触るのが好きなのか、原作の扉絵等のカラーイラストでは彼女の髪を触っていることが多い。
体を動かすことが趣味であり、詰め将棋も得意。風呂好きでもある。
肉体が老いず長命となる「ハイランダー症候群」という病を患っており、作中の回想シーンから明治時代から生きていたことが窺われるが、正確な年齢は不明。本人もすでに覚えていない。誕生日は7月14日。
かつては武雄という名の年下の恋仲の男性がいたが、自身は老いることなく武雄だけが先に成長し、やがては他の女性を選んで自分の元から去られた過去がある。そのため、希望する暗殺報酬は「病を治して普通に年を取って死ぬこと」。
ミョウジョウ学園の室内プールを貸切にして黒組のメンバー全員を誘い、香子が置き土産として残した首輪型の時限爆弾を晴の首に装着して、施設内に隠された4ケタの解錠パスワードを探させるデスゲームを始める。ゲーム中に仕込んだ罠で兎角と晴を追いつめるが、最終的には晴にパスワードを見破られて首輪を外され、自らの敗北を認めて黒組を去る。脱落後の彼女の机には、「恋の宣言」を意味する赤いチューリップが置かれていた。
後日譚では、武雄の墓参りに来ており、過去に囚われず、今を生きることを決意している。加えて原作最終巻では彼女の家と思しき場所で傷ついた香子を看病するシーンが描かれている。
ディオメディア発行設定資料集によると、胸のサイズはCカップ。
神長 香子（かみなが こうこ）
声 - 佳村はるか
出席番号3番。開講二日目の授業より黒組に参加している暗殺者。
ツインテールにした黒髪が特徴で、眼鏡をかけている少女。青い服に白いスカートを身につけている。
頭脳明晰で、勉強が好きな秀才。授業態度の悪い春紀や伊介を制する、規律正しい性格。募ってもいないのに黒組委員長に立候補し、仮の寮長であった兎角から寮長の役目も押しつけられた。
同室の涼に対しては、自分が脱落した際に彼女に委員長・寮長の後を継がせたり、彼女の武器として首輪型の時限爆弾を残したりと、それなりに信頼を寄せていた。
児童養護を目的とするNPOを装った暗殺者養成機関「クローバー・ホーム」出身であり、暗殺には爆弾や拳銃、アニメ版ではそれに加えナイフを用いる。
過去に慕っていた女性の先輩暗殺者を自分のミスで死なせたことで深い心の傷を抱えている。希望する暗殺報酬は「暗殺者を辞めること」。
図書室にて仕掛けた爆弾を起動させて、晴の暗殺を実行に移すが、爆発音を聞いて駆けつけた兎角に阻まれ失敗。自分の敗北を認めてミョウジョウ学園から立ち去る。彼女の去った後の机の上には「また会う日を楽しみに」を意味する彼岸花が飾られている。
単行本1巻巻末の原作者コメントによると、胸のサイズはAカップ。身長は161センチ。アニメ版ではテストではクラス内1位だったが、解答用紙が返却された時には既に脱落していたため、晴がくり上げで1位となった。
アニメ版第4話のアイキャッチにて、暗殺者としては劣等生であり、「黒組」については所属組織が重要な仕事と捉えていないため、香子が派遣されたことが明かされている。
最終話の後日譚では、暗殺者を辞めることを決意して「クローバー・ホーム」から逃走し、追っ手を倒しながら闇の中へ消えていった。原作ではその後、涼と再会を果たし彼女に看病されている。
英 純恋子（はなぶさ すみれこ）
声 - 荒川美穂
出席番号11番。最後に黒組へ転入をした。一人称は「私（わたくし）」。身長は163センチ。誕生日は8月13日。
オレンジ色のストレートロングヘアが特徴で、凛とした雰囲気の少女。ピンク色の服に白いベストを着ており、黒色のニーソックスを履いている。
明治維新より急成長をとげた財閥「英コンツェルン」の令嬢であり、ミョウジョウ学園の校長からは「英様」と呼ばれて敬語で話されているほか、専用の机や椅子が用意されているなどの特別な待遇を受けている。
同室である真昼（および真夜）に惹かれており、彼女に話しかける際にはたびたび頬を赤らめる。また、強い光や暗闇に怯える真昼を守ろうとし、真昼の敗北後は彼女の身柄をもらい受けることを鳰に宣言する。
謙虚な立ち振る舞いで、学園長やクラスメイトに対して一生徒として接するよう要求する一方、学園祭の衣装の裁縫を任された際は「自分にはふさわしくない仕事」といって途中で投げだすという我侭な一面もある。紅茶好きであり、ブレンドしたお茶を真昼に勧めている。
晴と同様、幼少のころから幾度も命を狙われており、瀕死の重傷を負った際の手術で四肢を失ったほか、身体の一部も機械化され、義手を銃器アタッチメントに交換することも可能な人間離れした力を持つサイボーグとなった。
同じように生き延び続けてきた晴に対抗心を持っており、希望の暗殺報酬は、女王蜂の力をもつ晴を打ち倒して「最強の女王になる」こと。その願いの関係上、晴が自らの手で倒すに値する相手か見極めるために、裁定者の鳰を除くほかのクラスメイト全員が敗北するまで傍観を決め込んでいた。
百合目一とは幼少期からの知人であり、幼少の頃に晴の話を聞いて対抗意識を持った純恋子に黒組に参加するよう勧めている。
自分と鳰を除く全生徒が脱落後、「お茶会」と称して晴を呼びだし、自身の目的を告げて予告票を提出。同行した兎角（アニメ版では逆襲を狙った乙哉とも同時に戦闘をする）を圧倒的な強さで戦闘不能に追い込み、脅威の不死身さで晴を追いつめるが、彼女の決死の逆襲で高所から転落させられ敗北した。
原作最終話では、真昼をメイドとして侍らせながら過ごす姿が描かれており、アニメ最終話の後日譚では、女王の座に対する執着心は失せたようで、新しい義肢のテストも断り、料理を始めてみようかと思案する穏やかな表情が描かれている。
ディオメディア発行設定資料集によると、胸のサイズはCカップ。

### 黒組生徒関係者
東 空身（あずま そらみ）
声 - 行成とあ
兎角の母親。兎角を産んでまもなく亡くなっている。
娘を暗殺者にすることを望んでおらず、その願いと兎角を妹の真呼に託した。
東 真呼（あずま まこ）
声 - 内山夕実
兎角の叔母であり、空身の双子の妹。
東一族の暗殺稼業から抜けており、都会で生活している。姉の空身の願いを受けて兎角を東一族から遠ざけようと考え、兎角に人を殺せないように暗示を掛けて共に東の里から逃げだそうとしたが、兎角の祖母に阻まれ殺害される。
兎角の祖母
声 - 岡本嘉子
兎角の祖母。暗殺者であり「東のアズマ」の現頭領。
「その強さを見た誰もが『ありえない』と恐怖するように」との願いを込め、生まれた孫娘に「兎角」の名を授けて東の宗家の跡取りとして育てており、暗殺者とならなかった娘の真呼を「アズマの面汚し」と面罵している。
後に、兎角を連れて東の里から逃げだそうとした真呼を殺害した。
一ノ瀬家の人々
父（声 -藤吉浩二）、母（声 - 吉田麻実）、兄（声 - 泊明日菜）、晴、弟のワタル（声 - 飯田友子）の五人家族。一族の中でも末端のごく平凡な家庭であったが、晴を守るために全員死亡した。
犬飼 恵介（いぬかい えいすけ）
声 - 諏訪部順一
犬飼伊介の義父であり名付け親。特定の組織には所属しないフリーランスの職業暗殺者。容姿や言動からは女性的な要素は見られないが、伊介からは「ママ」と呼ばれている。
伊介の母親を殺害して彼女を養女とし、暗殺の仕事を手伝わせる。
同性愛者であり、伊介から「パパ」と呼ばれる暗殺者ではない一般人の男性のパートナーがいる。
イレーナ
声 - 浅川悠
神長香子の先輩の暗殺者である色黒の女性。
幼い香子をかわいがっており、香子もまた彼女のことを強く慕っていたが、香子の作成した爆弾の誤作動により死亡しており、香子の心に深い傷を負わせている。
香子が所持し、身につけているロザリオは彼女の形見であり、生前から香子に渡そうと考えていたものである。
寒河江 冬香（さがえ ふゆか）
声 - 山本希望
寒河江春紀の妹。春紀の家族の中では年長で、下の弟や妹の世話をしている。
彼女が母親の急病を春紀に伝えたことが、春紀が予告票を提出する契機となった。
生田目の恩師
声 - 早水リサ
生田目千足の恩師である女性。娘は若手弁護士で、とある企業訴訟で被害者の会の代理人を務めていたが、暗殺者「エンゼルトランペット」に殺害された。悲しみに打ちひしがれる恩師の姿を見た千足は、仇討ちを決意する。
ゆかりん
剣持しえなのネット上の友人。
いじめに苦しむしえなに集団下校の存在を紹介し、彼女が暗殺に手を染める契機を作った。
武雄（たけお）
首藤涼とかつて恋仲だった男性。作中では故人。
涼とは1つ年下で、誕生日は7月15日。涼とは将棋を差しており、彼女の将棋趣味は彼の影響によるもの。
病で成長しない涼とは違う女性と結ばれ、彼女より先に没する。

### その他の人物
カイバ先生
声 -  杉田智和 / 演 - 進藤尚美
私立17学園の教師。白いスーツにサングラスという怪しげな出で立ちをしている。兎角を「学校間留学生」の名目でミョウジョウ学園に送り込む。
兎角を愚弄する言動をたびたび行い、また、彼女の携帯電話に不思議なクイズをメールで送りつけるなどその行動には謎が多いが、その節々には彼女の成長を促そうとする意図が見受けられる。
実はミョウジョウ学園理事長の百合目一とは旧知の仲。また、黒組担任の溝呂木のことを「後輩」と呼んでいる。
アニメ版第1話のアイキャッチにて、心理学を担当する座学の教師であり暗殺者ではないという設定が明かされている。
溝呂木 辺（みぞろぎ あたる）
声 - 櫻井孝宏
ミョウジョウ学園10年黒組の担任。教師としては3年目で初のクラス担任であり、担当教科は生物。滋賀県出身。
黒組の存在理由や生徒のほとんどが暗殺者であるということを知らない善良な一般人。
千足と柩が黒組から去った後、生徒が次々に急遽『転校』していくという異常事態を自分の力不足のせいではないかと落ち込んでいたところ、鳰により何も疑わないようにされる催眠術をかけられたが、純恋子の脱落後は黒組が尋常なものではないことを察しながらも、教師としての本分を全うしようとする。
アニメ版では生徒が転校していく状況にも特に怪しむ風はなく、その鈍さゆえに黒組担任に選ばれたのではないかと鳰に推測されている。
ミョウジョウ学園校長
声 - 西村知道
ミョウジョウ学園の校長。スーツ姿の壮年の男性。
黒組に転入してきた純恋子に対して敬語を使って話していたところ、彼女から一生徒として普通に話すよう窘められている。
百合 目一（ゆり めいち）
声 - 榊原良子
ミョウジョウ学園の女性理事長であり、黒組の主催者。
鳰より兎角が晴側に就いた報告を受けてもそれを想定の範囲内のであるため良しとし、黒組がどのような結末を迎えるかを楽しみにしている。
過去の黒組の参加者であり、彼女が在籍した際は6日で終わったという。
英純恋子とは幼少期からの知人で、彼女からは「百合先生」と呼ばれており、晴に対抗心を持つ純恋子を黒組に招聘する。
また、幼少期の鳰を葛葉から引き取っており、名前の無かった彼女に「鳰」という名前を与えて養育している。なお、彼女の教育は鞭を用いたもの。
アニメ版第11話で、同じ一族で親戚にあたることが晴から鳰に語られ、また、アイキャッチにて一族における百合の真の役割は「墓所」の墓守であることが明かされた。
ディオメディア発行設定資料集によると、年齢30歳。胸のサイズはAカップ。
信楽 椿（しがらき つばき）
演 - 置鮎龍太郎、小西克幸（2回目以降）
朗読劇版のオリジナルキャラクター。ミョウジョウ学園の生徒で兎角、晴、伊介、鳰、真昼・真夜とともに密室に閉じ込められ、「脱出ゲーム」に参加する。

## 用語
ミョウジョウ学園
小中高大学一貫教育の学園。全寮制で広大な敷地を持ち、校舎は高層で窓には鉄格子がはめられている。生徒は政治家や富裕層の子息が多く、権力者との繋がりが強い。ミョウジョウ学園では10年生が通常の高校1年生にあたる。1学年は赤・白・青・黄・緑の5クラスだが、特別な時期にだけ黒組が開講される。走り鳰曰く、名物はプチメロンパンとプチあんパン。10年黒組の教室は25階にあり、黒組生徒は「金星寮」という名の寮のC棟で生活している。部屋割りは1号室が兎角と晴、2号室が伊介と春紀、3号室が香子と涼、4号室が千足と柩、5号室が乙哉としえな、6号室が真昼/真夜と純恋子、7号室が鳰（一人部屋）。
「金星祭」という学園祭があり、黒組メンバーは『ロミオとジュリエット』の演目で演劇を行った。
朗読劇版では、なぜか私立17学園にいるはずのカイバがここで教師をしている設定となっている。
黒組
特別な時期のみミョウジョウ学園に開講されるクラス。1人の生徒を暗殺するために複数人の暗殺者が「学校間留学生」の名目で送り込まれている。なお、暗殺対象は着任当初は刺客には知らされていない。前回の「黒組」は2週間も持たなかったといわれている。
標的暗殺については「暗殺成功者には報酬として望むものが一つ与えられる」「黒組生徒以外の人間を巻き込んではならない」「暗殺機会は一人一回のみで、暗殺失敗および黒組生徒以外を巻き込んだ者は退学」といったルールが設けられている。
ミョウジョウ学園の一般生徒とは交流はなく、エリート留学生の集まりや芸能人がいるなどと噂されている。
予告票
晴暗殺を実行する前に提出が決められているカード。晴に対して予告票を出した後、48時間以内に殺害が叶わなければ暗殺失敗と見なされ強制退学となる。
「裏オリエンテーション」にて晴と未到着であった純恋子を除く全生徒に鳰から一枚ずつ配られたが、晴を守護することを決意した兎角は即座に破り捨てた。なお、アニメ版では純恋子到着後に「裏オリエンテーション」が開催されているため、彼女の予告票は鳰より渡されている。
西の葛葉、東のアズマ
古来より闇の世界に君臨する暗殺者の二大家系。
元は葛葉が本流であり、アズマは分家。現在では両家の交流は断絶しているという。
兎角は「東のアズマ」の一族の出身であり、本家の跡取り。
エンゼルトランペット
同名の毒花の名前をコードネームとするアサシン。
毒殺専門の暗殺集団「ダチュラ」のエースとされる暗殺者であり、快楽殺人者でも営利目的でもなく、個人的な興味の追求のために暗殺を請け負っている。
かつて、千足の恩師の娘である若手弁護士の女性を殺害しており、その仇討ちのために千足は黒組に参加している。
集団下校
剣持しえなの所属するグループ。
いじめられっ子の互助会であり、所属するメンバーは自身の復讐を請け負ってもらう代わりに他の誰かの復讐を行う仕組みの暗殺組織。
かつて凄惨ないじめを受けていたしえなは、そのことを相談していたインターネット上の友人「ゆかりん」に紹介され、所属することとなった。
あくまでもいじめられっ子たちが集まった組織であるため、百合からは「かわいいサークル」、柩からは「ダチュラとは組織の規模もレベルも違う」「弱いものは集まっても弱い」と評されている。
ハイランダー症候群
首藤涼が患っている病。
肉体が老いずに長命となるが、臨界点に達すると肉体が一気に老朽化し、崩壊するとされる。アニメ第7話のアイキャッチの文章では細胞自己死に関する遺伝子異常と推察されるが、原因は解明されておらず、治療方法も確立されていないと記述されている。
女王蜂（プライマー）
晴の所属する「一族」のもつ、特殊なカリスマ能力およびその所持者。名称の由来は「プライマー・フェロモン」にある。

## 書誌情報
- 原作：高河ゆん、作画：南方純 『悪魔のリドル』 KADOKAWA 角川書店〈カドカワコミックス・エース〉、全5巻
  1. 2013年7月10日第1刷発行、ISBN 978-4-04-120788-8
  2. 2014年3月10日第1刷発行、ISBN 978-4-04-121056-7
  3. 2014年12月10日第1刷発行、ISBN 978-4-04-102459-1
  4. 2016年1月26日発売、ISBN 978-4-04-103446-0
  5. 2016年12月10日発売、ISBN 978-4-04-105048-4

## ゲーム
ソーシャルゲーム『悪魔のリドルAK』が、2012年11月30日からニジボックスの提供によりMobage、GREE、mixiにて2015年11月9日まで配信された。。遅れてpixivでの利用も可能になり、2015年3月31日まで配信された。
原作から東兎角、一ノ瀬晴、走り鳰、犬飼伊介、番場真昼/真夜、生田目千足、桐ヶ谷柩、カイバ、溝呂木辺が登場している他、オリジナルキャラクターが多数登場する。また、『月刊ニュータイプ』との連動企画で寒河江春紀、武智乙哉、神長香子、英純恋子のカードが配布されていた（限定カードを含めれば黒組生徒のうちでは首藤涼、剣持しえなのみ未登場）。
プレイヤーは10年黒組に転校してきた女生徒で一ノ瀬晴と同様の暗殺対象者。守護者になった兎角と晴の三人で協力して学園生活を無事に過ごすことを目的とする。

### ソーシャルゲーム版オリジナルキャラクター
楓山 蓮（あきやま れん）
猫の顔を模した帽子を着用している、弓使いの少女。妄想癖のあるヤンデレ気味で、主人公に告白されたと思い込み付け狙う。また、主人公と仲がいい兎角に対して嫉妬している。栃木県出身。自称「武将の子孫」。
天邊 光（あまべ ひかる）
看護学校出身。たどたどしい口調で丁寧な言葉遣いだが、血と殺戮を好むサディストの精神破綻者。主人公のことを「患者さん」と呼び、何かにつけて注射を打とうとする。好きな食べ物は石榴とトマト。趣味として人体収集を行っていることを仄めかす台詞が存在する。目付きにゾクゾクするからと兎角を気に入っている。
天宮 玲（あまみや あきら）
ネット研究を行う暗殺者。クラッキングに長け、ミョウジョウ学園のネットワークを制圧する。語尾に「にゃあ」をつけ、「ニヒヒ」と笑う口調が方が特徴。主人公のことはかわいいと気に入っている模様。寮では瑪瑙椿姫と同室で、彼女を「メノさん」と呼んでいる。なお、天邊光のSR＋カードの図案は、彼女が天邊に襲われているというものになっている。
粟津 志麻（あわづ しま）
ミョウジョウ学園転校前の学校では裏社会にも精通する暴走族のリーダーとして名を馳せた少女。武器はメリケンサック。不良風の外見に似合わず漫画やアニメに詳しく、同室の麗亜とは頻繁に貸し借りを行っている。麗亜からは「少女趣味」「セクシーな下着をつけているかと思ったらお子様系」と評されている。右眼はケンカによりほぼ失明している。
沖田 京子（おきた きょうこ）
新選組隊士の子孫。厳格な性格だがドジでよく転ぶ。動物が苦手だが、好かれやすい体質。天然理心流という流派を修めており、刀を武器としている。生真面目な性分ゆえに、寮長の仕事を投げ出そうとする兎角に突っかかる。父親の形見である髪飾りを身につけており、仇討ちを考えている素振りを見せている。厳しい家庭に育ったため、七瀬契の自由さに憧憬めいた思いを抱いている。同じ剣術使いということから千足からも興味を抱かれている模様。
京 夢紫（かなどめ むむ）
9歳の小学生。飛び級して黒組に転入してきた。心優しい少女だが覚醒すると巨大なチェーンソーを振り回す。なお、覚醒時の記憶は覚えていないらしい。主人公のことを「おねえさん」と呼んで慕っている他、兎角にも懐いている。「モルちゃん」という名前のモルモットを飼っており、ランドセルに入れて教室に連れてきている。九条院来栖と仲がよく、人形遊びをしている。他、日月氷影や綺羅星鏡華とも仲がよい模様。部屋は一人部屋。得意科目は数学で好きな食べ物はイチゴ。
神舞 一二三（かみまい ひふみ）
白蛇を祀る神社の跡取り娘。蛇の式神を使役している。お転婆な性格でセリフは語尾に「★」のマークが付いて表記されている。アルビノであり、白髪に瞳の中に星のある赤眼が特徴。マフラーのコレクションが趣味。瑪瑙椿姫に好意を抱いている模様。
綺羅星 鏡華（きらほし きょうか）
お嬢様風の暗殺者。鏡を使った占いに長けている。ドイツ語が得意。花が好きという共通点から京夢紫と仲がいい。九条院姉妹とは知人であり、敵対視されている。基本的に年齢設定が15歳となっているオリジナルキャラクターの中では17歳と唯一の年長者。世間知らずな面があり、バッタをトカゲと勘違いする、オレンジジュースと納豆とシチューでリゾットを作る、絆創膏の使い方を知らないといった突飛な言動を行う。
九条院 有栖（くじょういん ありす）
暗殺者姉妹の姉。辛党。毒舌だが妹を大切にしており、彼女のためにぬいぐるみをよく作っている。また身につけているヘッドトレスも手製。針や糸などの裁縫道具を暗器のように用いている。沖田京子と仲が良く、彼女の部屋に遊びに行ったこともある。綺羅星鏡華とは因縁があるらしく、対抗意識を持っている他、妹に近づく日月氷影に不穏なものを感じ取っており、警戒している。
九条院 来栖（くじょういん くるす）
九条院有栖の双子の妹。姉と同じく毒舌だが、味覚に関しては反対の甘党。人形遊びが趣味で、姉の作ったぬいぐるみを常に持ち歩いている。姉を利用して自分では手を下さない主義。料理が得意な日月に懐いているが、名前が覚えられずに「氷（こおり）さん」と呼んでいる。
黒栖 麗亜（くろす れいあ）
ヴァンパイアの末裔。はっちゃけた性格。粟津志麻と同室。ヴァンパイアの血筋のせいか昼間の授業では寝ている。成績は壊滅的だが、帰国子女のため英語だけは得意。寮の部屋を模様替えしており、その独特のセンスは志麻からは部屋替えを希望するほど辟易とされている。制服は使役している蝙蝠を変化させて形作ったもの。
紫雷 イオ（しらい いお）
研究施設で生体兵器として育成された暗殺者。名前は自身でつけたもの。一人称は「僕」で、穏やかな性格だが感情が高ぶると腕がレールガンに変形する。落語好き。オリジナルキャラクターの中で唯一主人公を「ちゃん」付けで呼ぶ。会話の節々に四字熟語を入れる。
涼風 愛理（すずかぜ らぶり）
自身を魔法少女と信じて疑わない電波少女。名門の暗殺者養成学校出身だが黒組についてはやる気がない模様。自分の魔法を信じてくれるという理由で天邉光に好意的。両親は軍人で彼女の魔法少女趣味には冷淡なため苦手としているが、それを理解して接する祖母を慕っている。
零咲 薫子（ぜろさき かおるこ）
眼帯をつけた少女。元軍人の職業暗殺者で武器は大型の銃器。愛犬と孤児院のために暗殺稼業を行っている。海外の戦争地域出身で、教会の運営する施設で育った孤児。首につけているチョーカーは自身の育ての親であるシスターの形見。名前は偽名であり、本名は「リーリエ」。犬飼伊介に自分に似たような印象を覚え、興味を抱いている。
草摩 加也子（そうま かやこ）
眼鏡を掛けた少女暗殺者。人に抱きつくなどスキンシップが激しいが、それに紛らわせて身体に爆発物を仕込む暗殺手法を用いる。自分に対して反応がない一を気に入らないと思いながらも付きまとっている。また、矢川純麗を「バカ」「クソ野郎」「クソオカルティスト」と毛嫌いしている。
日月 氷影（たちもり ひかげ）
サーカス団出身。子供好きの優しげな人物だが、正体は快楽殺人者。子供好きのため小学生である夢紫に絵本を読んであげており、彼女からは好かれている。お菓子作りが得意で九条院姉妹と仲が良く、特に妹の来栖に懐かれているが、彼女に対して胡乱なことを考えている素振りを見せている。得意料理はりんごパイ。
中山 歪（なかやま ひずみ）
ギターが得意な暗殺者の少女。軽音部所属。粟津志麻とはたびたび喧嘩をする微妙な関係にある。やや男性恐怖症気味。胸のサイズはEカップで、会話イベントでは主人公に揉まれる。徹夜でギター演奏の練習をしているため寝不足で、一日中眠そうにしている。辛い食べ物が好き。
七瀬 契（ななせ ちぎり）
ミョウジョウ学園の飼育委員長。「ノイ」という名前のイノシシを相棒としており、戦闘の際に使役する。沖田京子に興味を抱いている。
一 一（にのまえ はじめ）
ガスマスク着用の科学少女。面倒くさがりな性格で、服はワイシャツと上着のみ。名前は偽名で、その字面から紫雷イオに「いちいち」というあだ名で呼ばれている。科学を嗜好する性格から、生体兵器であるイオに興味を抱き情報を探っている。
瑪瑙 椿姫（めのう つばき）
九州出身。極道の頭領の一人娘。仁義を重んじる性格で、過去に初めての友人を自殺で亡くしており、助けられなかった悔悟の念から弱きを助けることに執着している。武器は拳銃で、兎角を圧倒する力量。普段は標準語で話すが、度々九州の訛りが出る。一二三の占いの力に興味を惹かれている。趣味は猫に首輪をつけて散歩させること。
百地 牡丹（ももち ぼたん）
伊賀忍者の少女。ただし、非常におっちょこちょいでその素養は皆無に等しい。伊賀忍者の幹部を目指しているものの、仲間も処断しなければならない伊賀忍者の体質に疑問を抱いている。山育ちのために一般教養がなく、川に溺れた経験からプールなどの水辺が極度に苦手。物をすぐ壊す性質のために粟津志麻よりバイクに近づかないよう威嚇されている。本人曰く、友達がいない。
矢川 純麗（やがわ すみれ）
オカルト研究をしている少女。武器は巨大なスプーン。千代を厨二病に導いた張本人。紫雷イオとは友人。所持している聖水は一一製作のもので、彼女を「魔道師様」と呼んでいる。
山崎 千代（やまさき ちよ）
自身を悪魔に魅入られた人間と設定している厨二病の少女。黒を基調としたゴスロリファッションを纏っている。一人称は「僕」。武器は大鎌。実家は島根の米農家で、実は暗殺者ではなく、高校受験のために上京してきたところ迷子になってミョウジョウ学園に紛れ込んでしまった一般人。

## リーディングライブ
2013年にKiramune Project主催で『Kiramune Presentsリーディングライブ「悪魔のリドル 〜escape6〜」』として朗読劇化され、舞浜アンフィシアターにて開催された。
カイバによってミョウジョウ学園の一室に監禁された兎角、晴、伊介、鳰、真昼・真夜と本作オリジナルキャラの信楽椿の6名が、部屋から脱出するために、カイバから出題される問題に挑む、という内容。真昼・真夜の過去についての言及もあった。また、原作から登場のキャラクターはカイバを含めて全員性別が入れ替わっており、カイバ以外はKiramuneメンバーを始めとする男性声優が演じた。なお、出演者はカイバ先生役の進藤尚美以外は回ごとに入れ替わる方式をとった。
「月刊ニュータイプ」誌上やKiramune公式サイトなどではイラストレーター・晩杯アキラによる男性となった兎角、晴、伊介、鳰、真昼・真夜と椿のイラストが公開された。
日程
- 2013年10月26日
  - 開場16:00 - 開演17:00

- 2013年10月27日
  - 昼公演
    - 開場12:00 - 開演13:00

  - 夜公演
    - 開場16:00 - 開演17:00

スタッフ
- 原案 - 高河ゆん（「悪魔のリドル」角川書店刊）
- 脚本 - 加藤陽一
- 演出 - 伊藤マサミ（bpm/進戯団　夢命クラシックス）

## テレビアニメ
2014年4月より6月まで、MBS・TBS・CBC・BS-TBS『アニメイズム』B2、AT-Xにて放送された。
提供クレジットはオープニングのみ挿入。次回予告の後には『情報コーナー 黒組ホームルーム』として宣伝コーナーが放送。

### スタッフ
- 原作 - 高河ゆん（ニュータイプ / KADOKAWA）
- 作画・キャラクター原案 - 南方純
- 監督 - 草川啓造
- シリーズ構成 - 吉村清子
- キャラクターデザイン・総作画監督 - 井出直美
- 武器デザイン - 大塚あきら
- プロップデザイン - 徳永さやか
- 美術監督 - 武藤正敏
- カラーコーディネイト - 中田亮大
- 撮影監督 - 伊藤康行
- 編集 - 小島俊彦
- 音響監督 - 岩浪美和
- 音響効果 - 小山恭正
- 音楽 - 藤澤慶昌
- 音楽制作 - ポニーキャニオン
- 音楽プロデューサー - 鎗水善史
- チーフプロデューサー - 笹木孝弘、水野寛、丸山博雄
- プロデューサー - 野島鉄平、菊谷隆、清水美佳、福田順、田島宏行、永瀬智人、新宿五郎、藍谷厚史、前田俊博
- アニメーションプロデューサー - せきやまあきひろ
- アニメーション制作 - ディオメディア
- 製作 - 「悪魔のリドル」製作委員会、MBS

### 主題歌
「創傷イノセンス」
内田真礼によるオープニングテーマ。作詞は石川智晶、作曲・編曲はR・O・N。
エンディングテーマ
作詞は全て中村彼方。
「パラドクス」
第1話で使用。作曲は光増ハジメ、編曲はEFFY、歌は東兎角（諏訪彩花）。
「昨日、今日、明日」
第2話で使用。作曲・編曲は原田アツシ、歌は一ノ瀬晴（金元寿子）。
「Concentration」
第3話で使用。作曲・編曲は中野ゆう、歌は武智乙哉（沼倉愛美）。
「ACROSS THE FATE」
第4話で使用。作曲・編曲は芳賀政哉、歌は神長香子（佳村はるか）。
「どうってことないsympathy」
第5話で使用。作曲・編曲は石井健太郎、歌は寒河江春紀（内村史子）。
「Poison Me」
第6話で使用。作曲・編曲は高橋諒、歌は生田目千足（三澤紗千香）と桐ヶ谷柩（内田愛美）。
「すずかぜ」
第7話で使用。作曲は光増ハジメ、編曲はEFFY、歌は首藤涼（安済知佳）。
「真夜中の逃亡」
第8話で使用。作曲・編曲は芳賀政哉、歌は番場真昼・真夜（大坪由佳）。
「天使のスマイル♥」
第9話で使用。作曲・編曲は伊藤賢、歌は犬飼伊介（浅倉杏美）。
「イノチノカラクリ」
第10話で使用。作曲は森慎太郎、編曲は高橋諒、歌は英純恋子（荒川美穂）。
「Survival」
第11話で使用。作曲・編曲はarbeit boy、歌は走り鳰（南條愛乃）。
「QUEEN」
第12話で使用。作曲・編曲は高橋諒、歌は諏訪彩花、金元寿子、南條愛乃、浅倉杏美、内村史子、内田愛美、三澤紗千香、大坪由佳、荒川美穂、佳村はるか、安済知佳、沼倉愛美、山田悠希によるユニット「10年黒組」。
「THE LAST PARTY」
第13話で使用。作曲・編曲は高橋諒、歌は10年黒組。

### 各話リスト
| 話数             | サブタイトル                                   | 脚本       | 絵コンテ | 演出       | 作画監督                                                                |
| ---------------- | ---------------------------------------------- | ---------- | -------- | ---------- | ----------------------------------------------------------------------- |
| 第一問           | 世界は□□に満ちている                           | 吉村清子   | 草川啓造 | 玉木慎吾   | 松本麻友子、紅薔薇蕾                                                    |
| 第二問           | 胸の中にいるのは？                             | 吉村清子   | 森脇真琴 | 清水一伸   | 飯飼一幸、丸山翔子                                                      |
| 第三問           | 赤いのに赤くないのは？                         | 横谷昌宏   | 山本靖貴 | 山本靖貴   | 中谷亜沙美、岡本健一郎                                                  |
| 第四問           | 突然やってきて、帰ることのないものは？         | 藤咲あゆな | 草川啓造 | 横田一平   | 徳川恵梨、佐藤友子                                                      |
| 第五問           | 籠の鳥を外に出すには？                         | 吉村清子   | 小坂春女 | 小坂春女   | 徳永さやか、嵩本樹                                                      |
| 第六問           | 綺麗な花には□□がある                           | 藤咲あゆな | 三沢伸   | 高林久弥   | 大西秀明、容洪                                                          |
| 第七問           | 永遠に追いこせないものは？                     | 横谷昌宏   | 島津裕行 | 大町生     | 澤木巳登理                                                              |
| 第八問           | 嘘つきの門番はどちら？                         | 吉村清子   | 吉田泰三 | 矢野孝典   | 山崎愛、近藤瑠衣 藤原利恵、長山延好                                     |
| 第九問           | 胸の中にいるのは？（追試）                     | 吉村清子   | 稲垣隆行 | 中山敦史   | 荒川理恵、都竹隆治 岡本健一郎、諸石康太                                 |
| 第十問           | 女王はだれ？                                   | 横谷昌宏   | 林宏樹   | 玉木慎吾   | 玉木慎吾、服部憲二 西田美弥子、諸石康太 三宮昌太、清水明日香 岡本健一郎 |
| 第十一問         | 「祝（ことほぎ）」と「呪（のろい）」の見わけ方 | 吉村清子   | 青山弘   | 三家本泰美 | 徳川恵梨、佐藤友子                                                      |
| 第十二問         | 故に、世界は□□に満ちている                     | 吉村清子   | 水島精二 | 小坂春女   | 徳永さやか、嵩本樹                                                      |
| 第十三問 （OVA） | 勝者はだれ？（抜き打ちテスト）                 | 藤咲あゆな | 林宏樹   | 所俊克     | 嵩本樹、三宮昌太 岡本健一郎                                             |

### 放送局
| 放送地域   | 放送局             | 放送期間               | 放送日時                     | 放送系列         | 備考                             |
| ---------- | ------------------ | ---------------------- | ---------------------------- | ---------------- | -------------------------------- |
| 近畿広域圏 | 毎日放送           | 2014年4月4日 - 6月20日 | 金曜 2:19 - 2:49（木曜深夜） | TBS系列          | 製作局 字幕・データ放送          |
| 関東広域圏 | TBSテレビ          | 2014年4月5日 - 6月21日 | 土曜 2:25 - 2:55（金曜深夜） | TBS系列          | 字幕・データ放送                 |
| 中京広域圏 | CBCテレビ          | 2014年4月5日 - 6月21日 | 土曜 3:12 - 3:42（金曜深夜） | TBS系列          | データ放送                       |
| 日本全域   | AT-X               | 2014年4月5日 - 6月21日 | 土曜 20:00 - 20:30           | アニメ専門CS放送 | リピート放送あり                 |
| 日本全域   | BS-TBS             | 2014年4月6日 - 6月22日 | 日曜 0:30 - 1:00（土曜深夜） | BS放送           |                                  |
| 日本全域   | ニコニコ生放送     | 2014年4月6日 - 6月22日 | 日曜 23:00 - 23:00           | ネット配信       | [ 注 2 ]                         |
| 日本全域   | ニコニコチャンネル | 2014年4月7日 - 6月23日 | 月曜 12:00 更新              | ネット配信       |                                  |
| 日本全域   | dアニメストア      | 2014年4月7日 - 6月23日 | 月曜 12:00 更新              | ネット配信       | 見放題サービス利用者は全話見放題 |
| 日本全域   | バンダイチャンネル | 2014年4月21日 - 7月7日 | 月曜 12:00 更新              | ネット配信       |                                  |

### BD / DVD
| 巻 | 発売日         | 収録話                                              | 規格品番   | 規格品番   |
| 巻 | 発売日         | 収録話                                              | BD         | DVD        |
| -- | -------------- | --------------------------------------------------- | ---------- | ---------- |
| 1  | 2014年6月18日  | 第1話 - 第2話                                       | PCXG-50401 | PCBG-52331 |
| 2  | 2014年7月16日  | 第3話 - 第4話                                       | PCXG-50402 | PCBG-52332 |
| 3  | 2014年8月20日  | 第5話 - 第6話 サウンドトラック付属                  | PCXG-50403 | PCBG-52333 |
| 4  | 2014年9月17日  | 第7話 - 第8話 サウンドトラック付属                  | PCXG-50404 | PCBG-52334 |
| 5  | 2014年10月15日 | 第9話 - 第10話 ドラマCD付属                         | PCXG-50405 | PCBG-52335 |
| 6  | 2014年11月19日 | 第11話 - 第12話 ドラマCD付属                        | PCXG-50406 | PCBG-52336 |
| 7  | 2014年12月17日 | 第13話（テレビ未放送） 「黒組PARTY!」映像BD/DVD付属 | PCXG-50407 | PCBG-52337 |

### 音楽CD
| 枚  | 発売日        | タイトル   | 規格品番   |
| --- | ------------- | ---------- | ---------- |
| 1st | 2014年5月14日 | 黒組曲・序 | PCCG-01401 |
| 2nd | 2014年6月11日 | 黒組曲・破 | PCCG-01402 |
| 3rd | 2014年7月9日  | 黒組曲・急 | PCCG-01403 |

### 関連書籍
- 悪魔のリドル設定資料集（ディオメディア編集/発行）
- 悪魔のリドル 黒組公式ガイドブック（ニュータイプ編/KADOKAWA発行）

### 主な関連イベント
- AnimeJapan2014ステージ

東京ビッグサイトにて2014年3月23日に開催。
- 『中二病でも恋がしたい！』ラジオ VS 『悪魔のリドル』ラジオ ガチンコバトルステージ@ニコニコ超会議3

2014年4月26日に幕張メッセにて開催。出演は諏訪彩花・浅倉杏美・大坪由佳・内田真礼・赤﨑千夏・上坂すみれ。
- 10年黒組臨時授業

EDテーマミニアルバム発売記念イベント。2014年5月、7月に計12回にわたってポニーキャニオン本社1階イベントスペースにて開催。:黒組生徒役のキャスト3名によるトークおよびEDテーマアルバムのアナザージャケットのお渡し会が行われた。
- 悪魔のリドル展

アニメの原画、コンテ、設定資料の展示会。東京（2014年7月23日 - 8月3日、秋葉原UDX）および名古屋（2014年8月9日 - 8月31日、GOOD WILL EDM本館）にて開催。:会場の物販コーナーでアニメのBD&DVD購入特典で生動画原本の配布が行われ、また、名古屋会場では「悪魔のリドル展」に合わせて「悪魔のリドルカフェ」が併設された。
- 黒組PARTY!

黒組生徒を演じたキャスト13名およびアニメ主題歌を担当した内田真礼によるトーク&ライブイベント。2014年8月24日、一ツ橋ホールにて昼夜2回の部に分けて開催。なお、当イベントで披露された『諏訪トロ』は2014年10月15日よりレコチョクおよびiTunes Storeで配信が開始された。同イベントの映像の一部はアニメのBD・DVD第7巻に収録。
- 小悪魔のリドルミュージアム

2014年9月20日から10月5日まで、アニメイト大阪日本橋店で開催されたミニミュージアム。原画の展示およびグッズ販売が行われた。
- TV未放送13話上映会＆キャストトークイベント

九段下サイエンスホールにて2014年11月22日に開催。アニメBD及びDVD第7巻に収録されている第13話（テレビ未放送回）の先行上映会及び、諏訪彩花、沼倉愛美、山田悠希によるトークイベント。

## WEBラジオ
「悪魔のリドル」ラジオ〜黒組通信〜
隔週月曜日にニコニコ生放送、隔週水曜日に音泉にて配信されていたWEBラジオ番組。パーソナリティは諏訪彩花（東兎角役）。
ゲスト
- 第0回 浅倉杏美（犬飼伊介役）、大坪由佳（番場真昼/真夜役）※ニコニコ生放送にて収録
- 第1回 浅倉杏美（犬飼伊介役）、大坪由佳（番場真昼/真夜役）
- 第2回 金元寿子（一ノ瀬晴役）、浅倉杏美（犬飼伊介役）※ニコニコ生放送にて収録
- 第3回 金元寿子（一ノ瀬晴役）、浅倉杏美（犬飼伊介役）
- 第4回 沼倉愛美（武智乙哉役）、佳村はるか（神長香子役）※ニコニコ生放送にて収録
- 第5回 沼倉愛美（武智乙哉役）、佳村はるか（神長香子役）
- 第6回 内村史子（寒河江春紀役）、内田愛美（桐ヶ谷柩役）、三澤紗千香（生田目千足役）※ニコニコ生放送にて収録
- 第7回 内村史子（寒河江春紀役）、内田愛美（桐ヶ谷柩役）、三澤紗千香（生田目千足役）
- 第8回 安済知佳（首藤涼役）、浅倉杏美（犬飼伊介役）※ニコニコ生放送にて収録
- 第9回 安済知佳（首藤涼役）、浅倉杏美（犬飼伊介役）
- 第10回 大坪由佳（番場真昼/真夜役）、荒川美穂（英純恋子役）※ニコニコ生放送にて収録
- 第11回 大坪由佳（番場真昼/真夜役）、荒川美穂（英純恋子役）
- 第12回 南條愛乃（走り鳰役）、山田悠希（剣持しえな役）※ニコニコ生放送にて収録
- 第13回（最終回） ゲスト無し（諏訪単独回）

- ニコニコ超会議3　
  - 2014年4月26日、「中二病でも恋がしたい！」ラジオ VS「悪魔のリドル」ラジオ ガチンコバトルステージ
- 音泉10周年記念24時間生放送内、「悪魔のリドル」ラジオ〜黒組通信〜
  - 2014年7月6日生配信。出演は諏訪彩花（東兎角役）、金元寿子（一ノ瀬晴役）。
- ラジオCD「悪魔のリドルラジオ〜黒組通信〜」
  - 上記放送第1回から第13回および新規録り下ろしラジオ（ゲスト：浅倉杏美、大坪由佳）を収録したCD。2014年8月29日発売。

| 毎日放送 アニメイズム B2 | 毎日放送 アニメイズム B2 | 毎日放送 アニメイズム B2 |
| 前番組                   | 番組名                   | 次番組                   |
| ------------------------ | ------------------------ | ------------------------ |
| キルラキル ※2:05 - 2:35  | 悪魔のリドル             | 黒執事 Book of Circus    |